# (2160) Спитцер
(2160) Спитцер (англ. Spitzer) — типичный астероид главного пояса, который был открыт 7 сентября 1956 года в рамках проекта IAP в обсерватории им. Гёте Линка и назван в честь американского астрофизика Лаймана Спитцера.

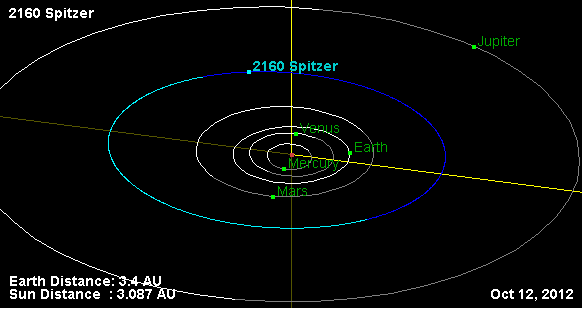
Орбита астероида Спитцер и его положение в Солнечной системе